# Dorota Malczewska-Pawelec
Dorota Malczewska-Pawelec (ur. 1967 w Bielsku-Białej) – polska historyk, dr hab. nauk humanistycznych, adiunkt Instytutu Historii Wydziału Humanistycznego Uniwersytetu Śląskiego w Katowicach.

## Życiorys
W 1991 ukończyła studia historyczne na Uniwersytecie Marii Curie-Skłodowskiej w Lublinie, 16 maja 2000 obroniła pracę doktorską Bogusław Miedziński (1891-1972). Biografia polityczna, 24 września 2013 habilitowała się na podstawie pracy zatytułowanej Dialog o Śląsku. O (nie)zmienności obrazu krainy i jej mieszkańców w polskich syntezach dziejów narodowych epoki zaborów (studium historiograficzne).
Objęła funkcję adiunkta w Instytucie Historii na Wydziale Humanistycznym Uniwersytetu Śląskiego w Katowicach.